# Akik az életemre törnek
Az Akik az életemre törnek (eredeti cím: Those Who Wish Me Dead) 2021-es amerikai-kanadai neo-western akció-thriller, amelyet Taylor Sheridan rendezett, forgatókönyvét Michael Koryta, Charles Leavitt és Sheridan írta, Koryta azonos című regénye alapján. A film egy fiút (Finn Little) követ, aki szemtanúja lesz apja meggyilkolásának, és egy füstugróval (Angelina Jolie) együtt menekül a montanai vadonba, hogy elmeneküljön az elhallgattatására felbérelt bérgyilkosok (Nicholas Hoult és Aidan Gillen) elől; Jon Bernthal, Medina Senghore és Jake Weber mellékszerepelnek a filmben.
Világpremierje 2021. május 5-én volt Dél-Koreában, az Egyesült Államokban pedig május 14-én mutatta be a Warner Bros. Pictures a New Line Cinema égisze alatt, mind a mozikban, mind digitálisan egy hónapig az HBO Maxon. A film vegyes kritikákat kapott a kritikusoktól.

## Cselekmény
A füstugró Hannah Fabert (Angelina Jolie) gyötri a lelkiismeret, miután nem tudta megakadályozni három fiatal táborozó és egy füstugró társának halálát az erdőtűzben. Új pozíciója a montanai Park megyében található tűzjelző-torony.
Owen Casserly törvényszéki könyvelő megtudja, hogy főnöke és családja egy látszólagos gázrobbanásban meghalt; valójában a bérgyilkosok, Jack és Patrick Blackwell ölték meg őket.
Mivel azt hiszi, hogy ő a következő célpont, Owen a fiával, Connorral együtt menekülni kezd. Sógoránál, Ethan Sawyer seriffhelyettesnél (Hannah volt barátja) akar menedéket keresni. Blackwellék rajtukütnek, akik letaszítják őket az útról és autó a sziklákon landol. Miközben Owent szétlövik, Connor bizonyítékot szolgáltat Blackwellék megbízója, a maffiafőnök Arthur Phillip ellen.
Miközben Ethan felfedezi Owen autóbalesetét, Hannah járőrözés közben rábukkan Connorra. Felviszi a toronyba, hogy segítséget kérjenek. Arthur utasítja Blackwelléket, hogy vadásszák le Connort és öljék meg. Azonban a rosszfiúk csapdaként, hogy eltereljék a rendőrség figyelmét, fáklyákkal erdőtüzet gyújtanak. Connort keresve Ethan házához mennek, ahol megtalálják és kihallgatják Ethan várandós feleségét, Allisont. Amikor arra kényszerítik, hogy hívja fel Ethant, a nő vészjelző  kóddal beszél vele; ezután a nő elmenekül Blackwellék elől.
Hannah rájön, hogy egy villámcsapás a vihar során megsemmisítette  a rádiót a kilátótoronyban. Megpróbálja Connort gyalog elvinni a városba, de kénytelenek visszafordulni, amikor az életre keltett tűz elzárja útjukat. A rádióhívást követően Ethan hazatér a seriffel, hogy megvédjék Allisont. Blackwellék azonban lesből rajtukütnek; megölik a seriffet, és arra kényszerítik Ethant, hogy vezesse el őket az erdőben.
Blackwellék megérkeznek Hannah tűzjelzőtornyához, és arra kényszerítik Ethant, hogy kutassa át, miközben ők egy fáról figynek. Hannah és Connor elbújnak, miközben Ethan megpróbál úgy tenni, mintha a torony üres lenne. Miután Patrick látja, hogy Ethan látszólag beszélget valakivel, Blackwellék szétlövik a tornyot. Ethan megsérül, de Hannah-nak és Connornak sikerül elmenekülnie. Blackwellék megpróbálják őket követni, de megállítják őket, amikor Allison, aki a nyomukra bukkant, lőni kezd rájuk. Patrick és Jack szétválnak, Patrick üldözőbe veszi Hannah-t és Connort, míg Jack hátramarad, hogy megküzdjön Allisonnal; Allison fölénybe kerül, és megöli Jacket.
Connor előreszalad, miközben Hannah eltereli Patrick figyelmét, de visszatér, miután a férfi azzal fenyegetőzik, hogy halálra veri Hannah-t. Amikor Patrick éppen meg akarja ölni Connort, Hannah súlyosan megsebesíti Patricket egy hegymászó fejszével, és otthagyja, hogy a közeledő tűzben elégjen. Allison újra találkozik Ethannal a toronyban, de a tűz csapdába ejti őket, miközben oxigénmaszkot vesznek fel és átölelik egymást. Hannah és Connor a közeli patakba ugranak, és a víz alól figyelik, ahogy a tűz elnyeli az erdőt.
Reggel, miután a tűz teljesen leégett, Hannah régi füstugrós csapata megérkezik, és megmenti őt, Connort és Allisont. Ethan azonban belehalt korábbi sérüléseibe. Connor később arra készül, hogy apja bizonyítékát átadja a médiának. Hannah megígéri, hogy a bizonytalan jövőben segíteni fog neki.

## Szereplők
| Szerep  | Színész         | Magyar hang            |
| ------- | --------------- | ---------------------- |
| Hannah  | Angelina Jolie  | Kéri Kitty             |
| Connor  | Finn Little     | Vida Bálint            |
| Ethan   | Jon Bernthal    | Pál András             |
| Jack    | Aidan Gillen    | Széles Tamás           |
| Patrick | Nicholas Hoult  | Jéger Zsombor          |
| Owen    | Jake Weber      | Epres Attila           |
| Allison | Medina Senghore | Nádasi Veronika        |
| Arthur  | Tyler Perry     | Barabás Kiss Zoltán    |
| Ben     | James Jordan    | Törköly Levente        |
| Ryan    | Tory Kittles    | Horváth-Töreki Gergely |
| Fiú     | Alex Wagenman   | Kelemen Noel           |

## A film készítése
2019 januárjában jelentették be, hogy Angelina Jolie lesz főszereplője, Taylor Sheridan írja és rendezi, Tyler Perry pedig készíti a filmet. Áprilisra Nicholas Hoult, Tyler Perry, Jon Bernthal és Aidan Gillen is csatlakozott a filmhez. A forgatás 2019 májusában kezdődött Új-Mexikóban, és 2019 júliusában fejeződik be. Bejelentették, hogy James Jordan is szerepet kapott a filmben. A film zenéjét Brian Tyler szerezte.

## Megjelenés
2019 májusában jelentették be, hogy a Warner Bros. Pictures és a New Line Cinema megszerezte a film forgalmazási jogait. A film nemzetközi mozibemutatója 2021. május 5-én volt Dél-Koreában. Az Amerikai Egyesült Államokban 2021. május 14-én jelent meg. A Warner Bros. az összes 2021-es filmjével kapcsolatos tervei részeként a filmet egy hónapig az HBO Max szolgáltatáson is egyidejűleg streamelte, majd a házimédiás megjelenésig eltávolították. A Samba TV szerint a filmet a digitális megjelenés első három napja alatt 1,2 millió háztartásbeli nézte meg.

## Bevétel
2021. június 21-ig az Akik az életemre törnek 7,3 millió dolláros bevételt ért el az Egyesült Államokban és Kanadában, és 16,1 millió dollárt más területeken, összesen világszerte 23,4 millió dolláros bevételt gyűjtött.
Az Egyesült Államokban a filmet a Spirál: Fűrész hagyatéka, a Profil és a Finding You című filmekkel együtt mutatták be, és a nyitóhétvégére 4-5 millió dolláros bevételt jósoltak neki 3188 moziból. A film az első napon 880 ezer dollárt hozott, majd 2,8 millió dolláros bevételt ért el, és a harmadik helyen végzett a jegypénztáraknál. A közönség egyenlő arányban osztozkodott férfiak és nők között, 81%-uk 25 év feletti volt. A második hétvégén a film 35%-kal, 1,8 millió dollárral esett vissza.
Az Egyesült Államokon kívül a film 33 országból 2,8 millió dollárt hozott a második hétvégén, köztük az első helyen nyitott Ausztráliában (981 ezer dollár 249 mozivásznon), Oroszországban pedig 410 ezer dollárt hozott (904 mozivásznon), így a nemzetközi összbevétel 4,3 millió dollárra növekedett.

## Fordítás
- Ez a szócikk részben vagy egészben  a   Those Who Wish Me Dead című angol Wikipédia-szócikk fordításán alapul.  Az eredeti cikk szerkesztőit annak laptörténete sorolja fel. Ez a jelzés csupán a megfogalmazás eredetét és a szerzői jogokat jelzi, nem szolgál a cikkben szereplő információk forrásmegjelöléseként.